# Eye of the Beholder (jeu vidéo)
Pour les articles homonymes, voir Eye of the Beholder.
Eye of the Beholder est un jeu vidéo de type dungeon crawler développé par Westwood Associates (futur Westwood Studios) et publié par Strategic Simulations, Inc. en 1991. Initialement sorti sur PC, le jeu a été adapté sur Amiga, Mega-CD, Super Nintendo et la console portable Lynx.

## Système de jeu
Le jeu est très similaire à Dungeon Master, à savoir un jeu de rôle dont la progression est fondée sur l'exploration de souterrains de plus en plus profonds, mais il utilise les règles de Donjons et Dragons. Le jeu se caractérise par des combats en temps réel et une vue subjective.

### Labyrinthes
Le lieu où évoluent les personnages est un grand labyrinthe dont il est parfois nécessaire de dresser soi-même une carte pour se repérer (car le jeu n'inclut pas cette possibilité).

### Énigmes
L'attrait du jeu vient probablement de la profusion d'énigmes. Ainsi, le jeu a une très longue durée de vie et l'on peut le terminer en n'ayant exploré qu'une partie des labyrinthes.

## Scénario
La ville d'Eauprofonde connaît des problèmes d'égouts infestés de créatures maléfiques. Le prince de la ville fait appel à quatre valeureux héros pour enquêter sur ce mystère. À peine entrée, l'équipe est prise au piège.
Ce scénario n'a que très peu d'importance, le jeu étant plutôt de type porte-monstre-trésor.

## Publication
Développé par Westwood Studios, le jeu est publié par Strategic Simulations en 1990 sur PC. Il est ensuite porté sur Amiga, Mega-CD et Super Nintendo.

## Accueil
| Eye of the Beholder      |    |         |
| Sur PC (1991)            |    |         |
| Computer and Video Games | US | 96 %    |
| Dragon                   | US | 5/5     |
| Gen4                     | FR | 94 %    |
| Joystick                 | FR | 90 %    |
| Retroarchives.fr         | FR | 16,5/20 |
| Tilt                     | FR | 18/20   |
| Sur Amiga (1991)         |    |         |
| Amiga Computing          | US | 90 %    |
| Amiga Format             | US | 92 %    |
| Amiga Power              | US | 88 %    |
| The One                  | US | 92 %    |

Au total, 129 234 copies du jeu sont vendues par Strategic Simulations.
Rétrospectivement, la journaliste Scorpia du magazine Computer Gaming World met d’abord l’accent sur le moteur de jeu « totalement nouveau » de Eye of the Beholder, qui s’inspire d’après elle de  Dungeon Master. Elle juge en effet son utilisation des graphismes et des effets sonores « excellente » en expliquant qu’ils « donnent au joueur le sentiment d’être dans un donjon ». Elle fait également l’éloge de son système de jeu, qui se différencie de celui de la série Gold Box, en se focalisant sur la résolution d’énigmes plutôt que sur les combats. Son seul regret concerne son système de combat qui, d’après elle, pourrait être amélioré car contrôler jusqu’à six personnage en temps réel se révèle parfois « compliqué ». Malgré cela, elle le considère comme un premier jeu « impressionnant » et prometteur. Dans The Video Games Guide, Matt Fox note qu’avec Eye of the Beholder, Strategic Simulations continue de profiter du succès de la série Gold Box en transposant, pour la première fois, sa licence officielle de Donjons et Dragons dans un jeu en trois dimensions. Il met également en avant l’influence de Dungeon Master, avec qui il partage sa vue à la première personne, et estime que, comme ce dernier, il constitue un jeu d’une qualité exceptionnelle qui se révèle d’une addictivité inquiétante.

## Postérité
Eye of the Beholder bénéficie de deux suites : Eye of the Beholder II: The Legend of Darkmoon (1992) et Eye of the Beholder III: Assault on Myth Drannor (1993).